# Isochromodes analiplaga
Isochromodes analiplaga là một loài bướm đêm trong họ Geometridae.